# Соляний промисел Шарк-Бей
Соляний промисел Шарк-Бей — виробничий майданчик на заході Австралії.
Початок облаштування промислу припав на середину 1960-х років, а в 1967-му звідси відправили першу партію продукції. Джерелом солі стала морська вода з Юслесс-Інлет — однієї з південних бухт великої затоки Шарк-Бей. Зазначена бухта витягнулась з півночі на південь на кілька десятків кілометрів, при цьому в межах проєкту південну частину Юслесс-Інлет за допомогою дамб перетворили на систему ставків загальною площею 64 км2. Під час припливів вода, яка в затоці й так вже більш ніж наполовину соленіша, аніж у відкритому океані, потрапляє до першого ставка, після чого рухається по системі, де випаровується та перетворюється на ропу. Далі по каналу довжиною біля 20 кілометрів ропа потрапляє до розташованих біля північного входу до Юслесс-Інлет ставків кристалізації (є відомості, що загальна площа всіх ставків промислу досягає 70 км2).
Зібрана та підготована товарна сіль відвантажується через причальний комплекс на острові Слоуп-Айлен (Slope Island), який сполучили з суходолом дамбою завдовжки два кілометра. Глибина біля причалу становить 10 метрів, що дозволяє приймати судна дедвейтом 45 тисяч тонн.
Станом на початок 1990-х потужність промислу становила 0,65 млн тонн на рік, а згодом доведена до 1,3 млн тонн.
З 1973-го співвласником проєкту стала японська компанія Mitsui, яка в 2005-му викупила всі 100 % участі та діє через Shark Bay Salt Pty Ltd. Також можливо відзначити, що наразі Mitsui володіє в Австралії розташованим за п'ять сотень кілометрів північніше соляним промислом Онслоу.